# Yōko Asagami
Yōko Asagami (jap. 麻上 洋子 Asagami Yōko; ur. 10 lipca 1952) – japońska aktorka głosowa.

## Wybrana filmografia
- 1976: Fantastyczny świat Paula jako Pakkun
- 1977–1978: Magiczne igraszki jako Tiko (jap. Chiiko) (odc. 1-44)
- 1977: Przygody Charlotte Holmes jako Helen
- 1981: Jezioro łabędzie jako Odylia
- 1987: City Hunter jako Saeko Nogami
- 1992: Nowe przygody Calineczki jako Helula, Mama Mai
- 1998: Przygody Nobity na Morzu Południowym jako Rufin